# Lepanthes piepolis
Lepanthes piepolis är en orkidéart som beskrevs av Donald Dungan Dod. Lepanthes piepolis ingår i släktet Lepanthes och familjen orkidéer. Inga underarter finns listade i Catalogue of Life.